# Dendragama boulengeri
Dendragama boulengeri är en ödleart som beskrevs av  Giacomo Doria 1888. Dendragama boulengeri ingår i släktet Dendragama och familjen agamer. Inga underarter finns listade i Catalogue of Life.